# Regentalbahn

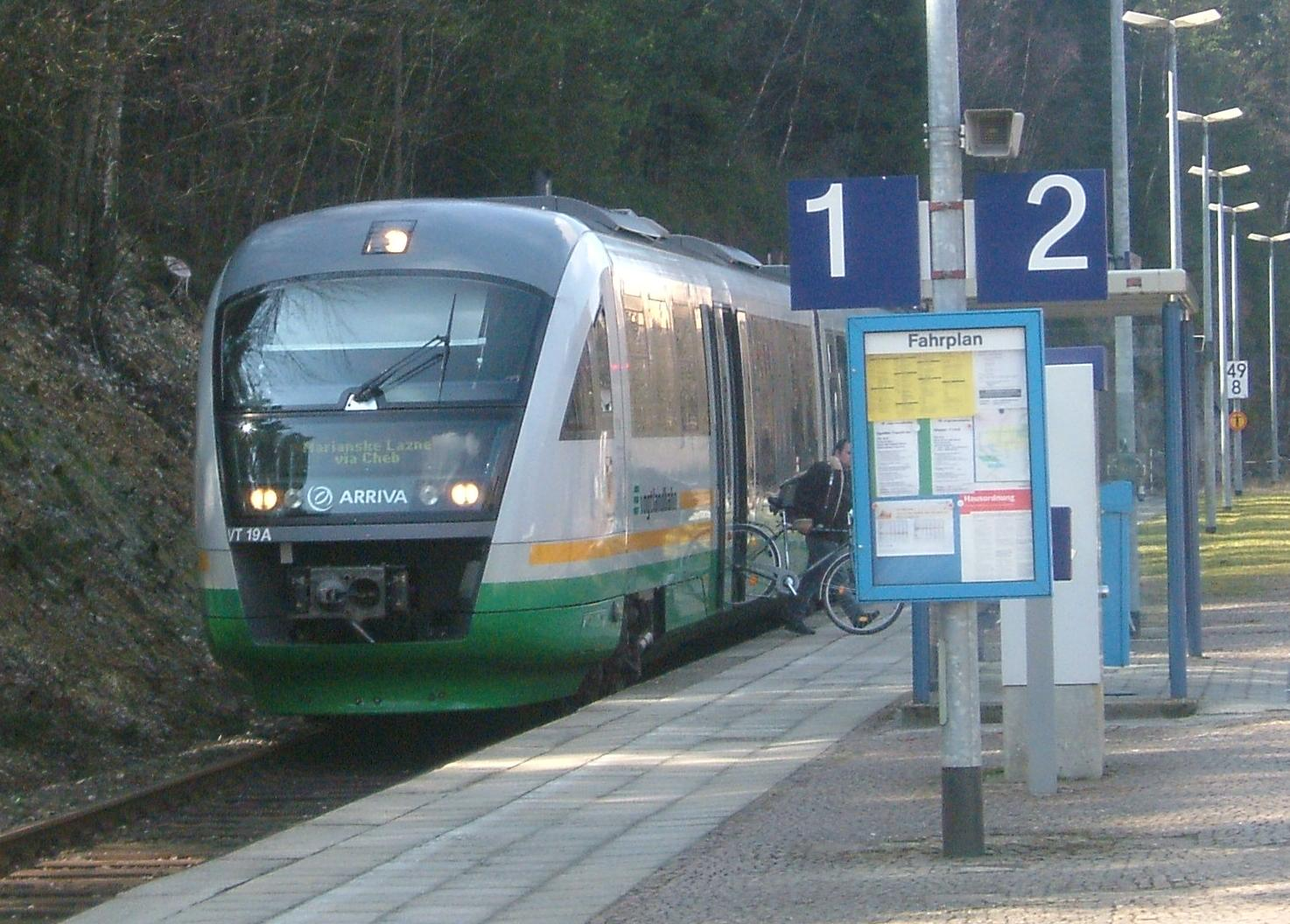
Siemens Desiro, VT19a, in Bad Brambach (2008)

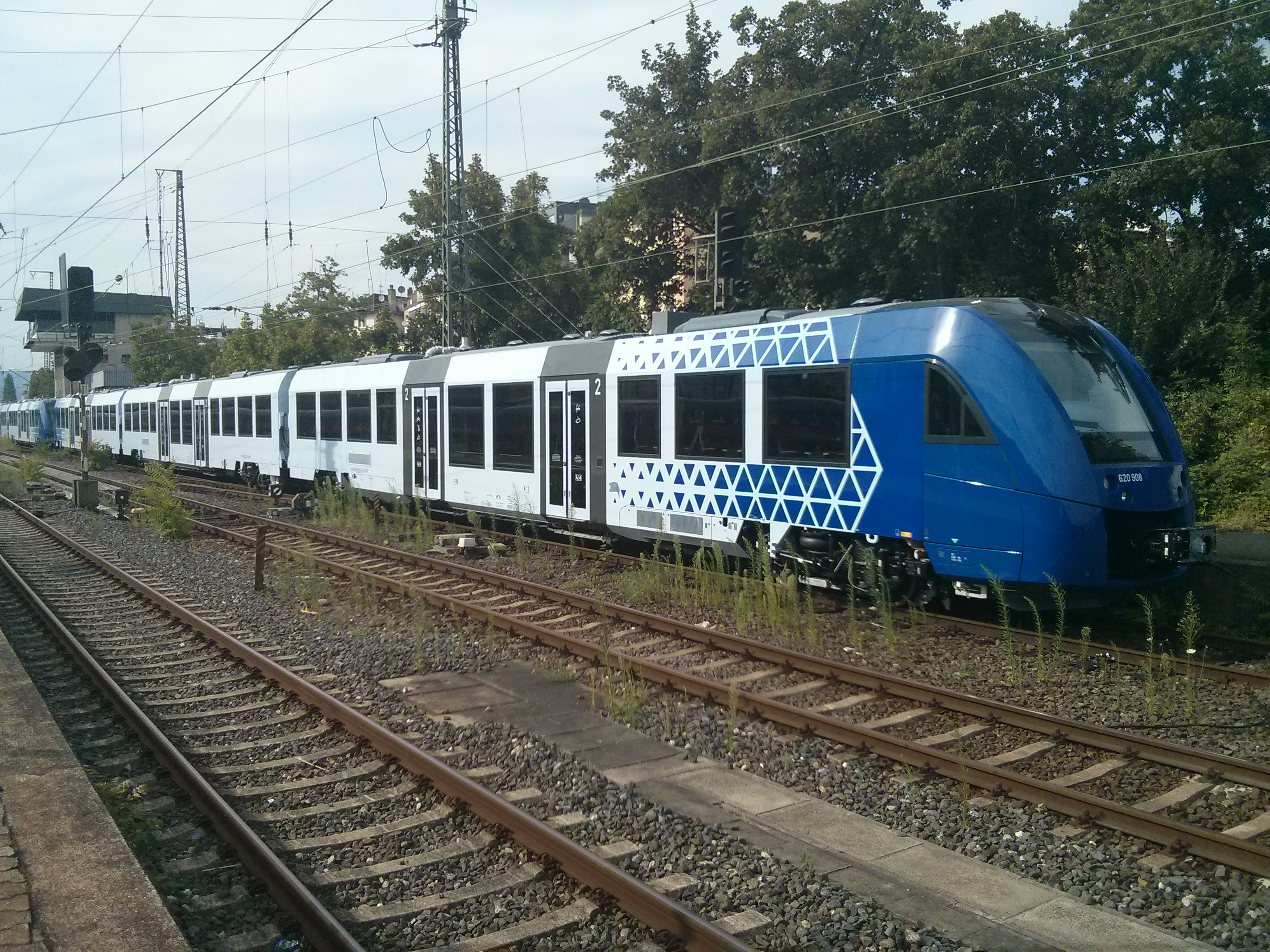
Alstom Coradia, LINT 81 van de Vlexx in Mainz (2014)

De Regentalbahn AG (RAG, rijdend onder de naam Die Länderbahn) werd op 9 mei 1889 als AG Lokalbahn Gotteszell-Viechtach opgericht en exploiteert spoorinfrastructuur evenals (inter)regionaal reizigersvervoer in Beieren en Saksen met verbindingen naar Tsjechië. Tevens is het in heel Duitsland actief als goederenvervoerder. De onderneming is in het Neder-Beierse Viechtach gevestigd en valt sinds 2011 onder de vlag van Netinera, de Duitse dochteronderneming van het Italiaanse Ferrovie dello Stato. Netinera was tussen 2004 en 2010 onder de naam Arriva Deutschland onderdeel van de Britse onderneming Arriva. Doordat de Deutsche Bahn Arriva op 27 augustus 2010 overnam, moest de Duitse tak verkocht worden in verband met de monopoliesituatie die zou kunnen ontstaat.
Regentalbahn AG werkt onder de naam Die Länderbahn. Regentalbahn AG heeft drie dochterondernemingen namelijk Die Länderbahn GmbH DLB, vlexx GmbH en Berchtesgadener Land Bahn GmbH (50%). Bij de laatste onderneming is de overige 50% van de aandelen in handen van Salzburg AG. Die Länderbahn GmbH DLB rijdt onder diverse merknamen, namelijk alex (sinds 2003), oberpfalzbahn (sinds 2001), vogtlandbahn (sinds 1998), trilex (sinds 2009) en waldbahn (sinds 1996). Daarnaast valt het onderhoudsbedrijf regentalwerke ook onder de vlag van Die Länderbahn.

## Ontstaan van Regentalbahn

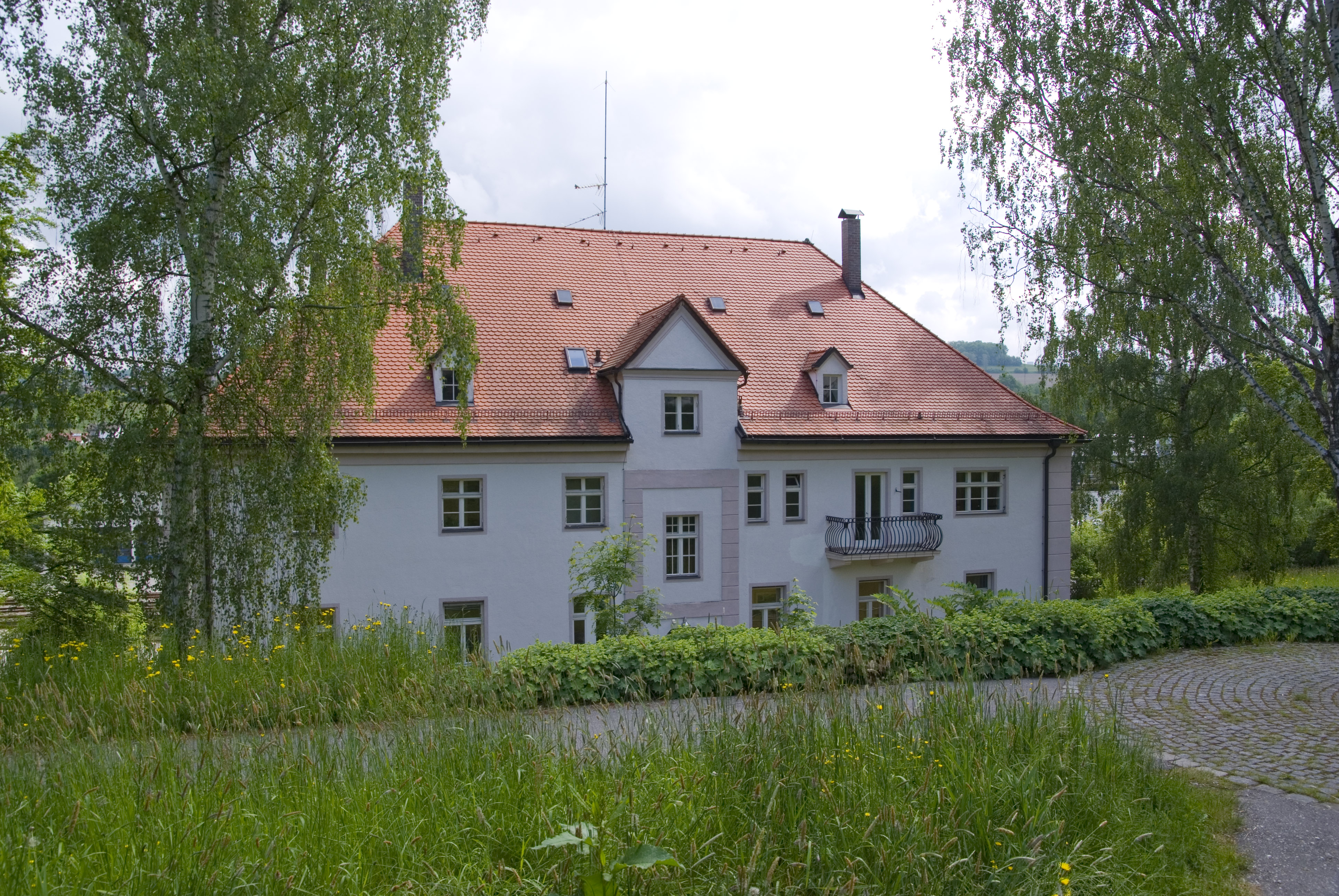
Hoofdkantoor van de Regentalbahn AG bij station Viechtach (2008)

Op 9 mei 1889 werd als gevolg van de "Konzession zur Herstellung und zum Betriebe einer normalspurigen Lokalbahn von Gotteszell nach Viechtach" van 28 april 1889 de AG Lokalbahn Gotteszell - Viechtach in het leven geroepen.
Op 10 november 1890 reden alleen goederentreinen van Gotteszell naar Teisnach en op 20 november 1890 werd de spoorlijn tot Viechtach voor al het treinverkeer geopend. De maatschappij verwierf in 1903 de "Granitwerke Teisnach AG" met de steengroeve Prünst, die tot vandaag nog steeds ballastgrind levert voor de spoorwegenbouw.
In 1924-1925 werd met de bouw van de spoorlijn van Viechtach naar Blaibach gestart en op 2 januari 1928 voor het goederenverkeer en op 1 februari 1928 voor het reizigersverkeer geopend. Daarmee was de spoorlijn Gotteszell - Blaibach voltooid, die toen al de naam "Regentalbahn" kreeg.
Op 1 januari 1928 kam de "Lokalbahn Deggendorf - Metten AG" daarbij, die samen met de "Lokalbahn Gotteszell - Viechtach" fuseerde tot de "Regentalbahn AG".
Op 1 januari 1973 nam de Regentalbahn AG de eveneens meer dan tachtig jaar oude maatschappij "AG Lokalbahn Lam - Kötzting" over, waarvoor sinds 1967 al de bedrijfsvoering voerden.
In 2002 etaleerde voor de Regentalbahn de merknaam Die Länderbahn, waarmee men duidelijk probeerde te maken dat de onderneming actief is in Beieren, Saksen, Thüringen en in Tsjechië. Gelijktijdig werd de huisstijl van de onderneming en de dochterondernemingen opnieuw ontworpen en gestructureerd tot één stijl.

## Dochterondernemingen
Sinds de jaren '70 wordt de tijd door moderniserings- en rationaliseringsmaatregelen gekenmerkt, een groot aantal treinstellen werden aangeschaft (eerst gebruikte, sinds de jaren '80 ook nieuwe) en verschillende ondernemingsafdelingen aan dochtermaatschappijen uitbesteed.
In 1980 werd de Granitwerk Prünst in een GmbH ondergebracht, waarin de Regentalbahn 50% in deelnam. Deze deelname werd in 2005 verkocht.
Daarnaast ontstonden er onder het dak van de Regentalbahn de volgende 100%-dochtermaatschappijen:
- 1979-2004: Regental Kraftverkehrs GmbH (RKG)
- 1988-2015: Regental Bahnbetriebs-GmbH (RBG)
- 1989-2015: Regental Fahrzeugwerkstätten GmbH (RFG)
- 1998-heden: Vogtlandbahn GmbH (VBG) (sinds december 2015: Die Länderbahn GmbH DLB)
- 2012-heden: vlexx GmbH

Van 1993 tot december 2013 exploiteert de Regental Bahnbetriebs-GmbH alle spoorlijen van de Zwieseler Spinne: Plattling - Bayerisch Eisenstein, Zwiesel - Grafenau en Zwiesel - Bodenmais in opdracht van de Deutsche Bahn (DB Regio Bayern) onder de naam Waldbahn. Namen hen reden ze sinds 2001 onder de naam Oberpfalzbahn niet alleen de eigen spoorlijn Bad Kötzting - Lam, maar ook de lijnen Schwandorf - Cham - Furth im Wald, Cham - Waldmünchen en Cham - Bad Kötzting. Bovendien hoorde bij de Regental Bahnbetriebs-GmbH de goederenvervoerder Regental Cargo, die landelijk goederentreinen reed. Ze had haar exploitatiecentrum in Neuenmarkt-Wirsberg (met een buitenlocatie in Zwickau) welke met het goederenwagonnetwerk Eccocargo verbonden was. Sinds december 2013 exploiteert Die Länderbahn de Zwieseler Spinne en sinds december 2014 de Oberpfalzbahn in eigen regie. Bij de start in december 2013 werd in Zwiesel een eigen kleine werkplaats voor het onderhoud van de treinstellen gebouwd.
Op 1 januari 1998 werd Vogtlandbahn opgericht om de gewonnen concessie door RBG in Saksen exploiteren. Van 2005 tot en met 2012 bood ze een eigen langeafstandstrein aan, genaamd Vogtland-Express, dagelijks tussen het Vogtland en Berlijn.
In december 2003 startte men als vervanger voor de gestaakte Interregio-lijn 25 in samenwerking met EuroThurbo GmbH (sinds begin 2005 SBB GmbH) de Allgäu-Express (alex) tussen München en Oberstdorf. Nadat de Regentalbahn in december 2005 de aanbesteding voor de volgende, langere concessieperiode gewonnen had, werd de verbinding München - Oberstdorf verlengd met een treindeel naar Lindau. Tevens begon de Regentalbahn op de verbindingen München - Regensburg - Hof en München - Regensburg - Furth im Wald - Praag. De merknaam alex bleef behouden, maar stond nu voor Arriva-Länderbahn-Express. De exploitatie werd verzorgd door de Vogtlandbahn. De huisstijl werd eveneens aangepast aan het concerndesign.
Op 1 januari 2004 verkocht de Regentalbahn uit economische redenen haar dochter Regental Kraftverkehrs GmbH aan Regionalbus Ostbayern GmbH. De busonderneming nam het materieel en het personeel over en exploiteert sindsdien de bussen van Viechtach en Lam.
De Regentalwerke is het onderhoudsbedrijf van Die Länderbahn. De hoofdlocatie bevindt zich in Viechtach, daarnaast bevinden zich nog onderhoudsbedrijven in Neumark im Vogtland en in Schwandorf. Deze werden langs de spoorlijn naar Furth im Wald nieuw gebouwd en op 22 december 2007 in gebruik genomen. Hier worden de Regio-Shuttle-treinstellen van de Oberpfalzbahn en de locomotieven en rijtuigen van Alex onderhouden. In Zwiesel werd er een kleinere werkplaats gebouwd. Om klein onderhoud uit te voeren werd hier een bij het exploitatiemiddelpunt van de Waldbahn een dubbelsporige 35 meter lange en 15,5 meter brede hal inclusief sociale werkplaats gebouwd. De werkplaats werd in december 2013 geopend.
Uit de aanbesteding die in de zomer van 2006 werd gehouden voor de concessie van de Regionalbahn op de spoorlijn Freilassing - Berchtesgaden kwam in oktober van hetzelfde jaar de Berchtesgadener Land Bahn als winnaar uit de bus. De Berchtesgadener Land Bahn is een consortium van de Regentalbahn en Salzburg AG. In december 2009 werd met de exploitatie gestart.
Sinds december 2015 zijn alle merknamen (Alex, Oberpfalzbahn, Trilex, Vogtlandbahn en Waldbahn) en het onderhoudsbedrijf Regenwerke onder het dak van Die Länderbahn GmbH DLB (voorheen Vogtlandbahn GmbH), voor 100% een dochter van Regentalbahn GmbH, gebracht. Vlexx GmbH en het consortium Berchtesgadener Land Bahn blijven aparte ondernemingen onder de paraplu van Regentalbahn GmbH. Regentalbahn GmbH ging sindsdien ook onder de naam Die Länderbahn werken.

## Eigenaren

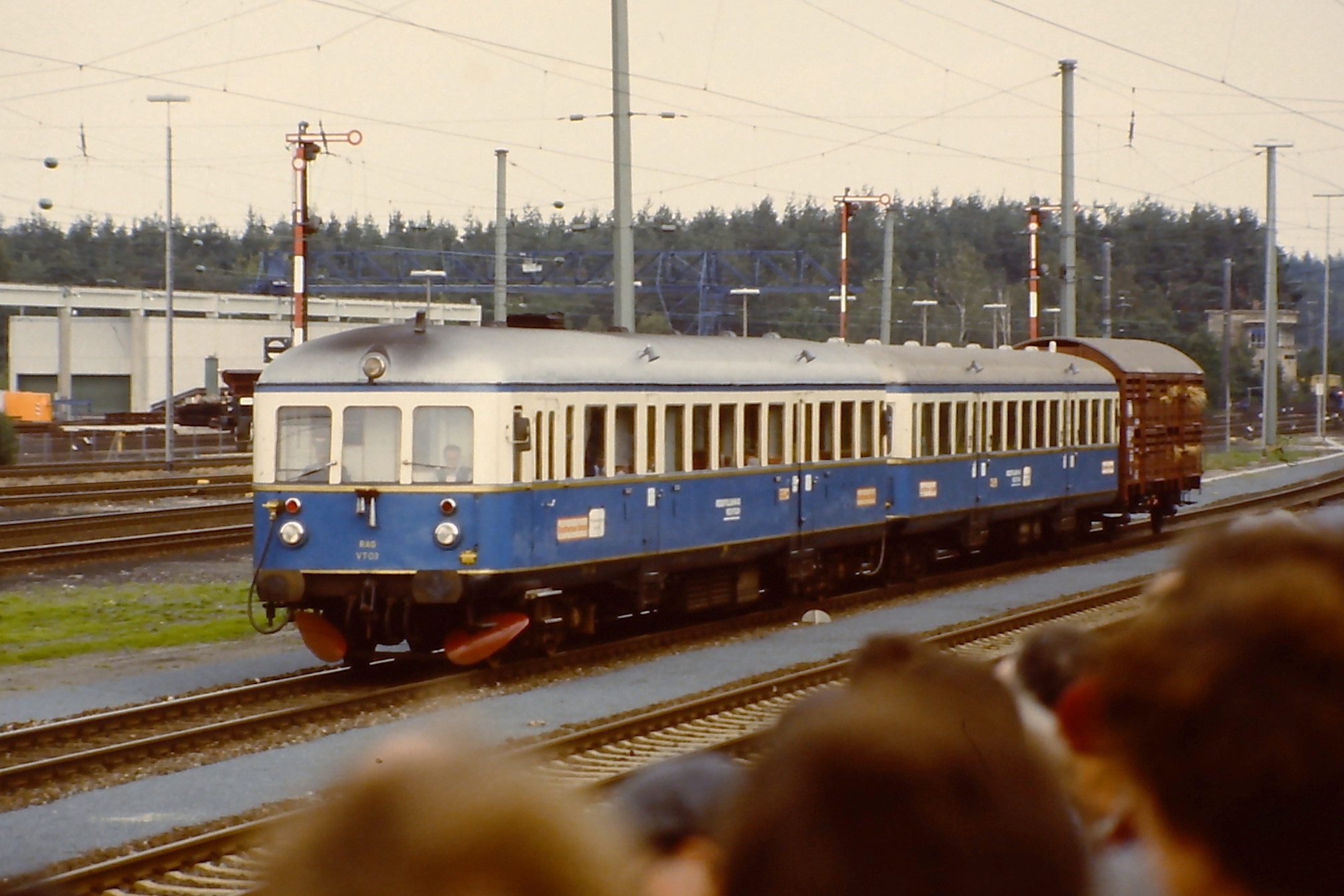
VT 03 met stuurstandwagen Esslinger Triebwagen (1985)

De aandelen van de Regentalbahn waren lange tijd onder diverse eigenaren verdeeld. Daartoe hoorde in 1940 het Duitse Rijk, de deelstaat Beieren, de Bayerische Staatsbank en de Deutsche Reichsbahn. Tot 1982 had de deelstaat Beieren 76,9% van de aandelen in handen. De rest verdeelde zich over steden en gemeenten, de Benediktinerabtei Metten en private personen. In de herfst van 2004 verkocht de deelstaat de meerderheidsaandelen aan het in geheel Europa actieve Britse Arriva. De Duitse dochter van Arriva, Arriva Deutschland, verhoogde zijn aandeel door de aankoop van de overige aandelen waarbij het in 2006 100% van de aandelen bezat. Arriva werd in 2010 door de Deutsche Bahn overgenomen. Deze moest Arriva Deutschland in verband met de mogelijke monopoliepositie verkopen. Arriva Deutschland werd in december 2010 door de Italiaanse staatspoorwegen Ferrovie dello Stato (51%) en de Frans-Luxemburgse investeerder Cube Infrastructure (49%) overgenomen. De nieuwe eigenaren hernoemden Arriva Deutschland in maart 2011 naar Netinera.

## Spoorwegbeheerder
Na de overname van AG Lokalbahn Lam - Kötzting op 1 januari 1973 bereikte het spoornetwerk van de onderneming 61,7 kilometer zijn grootste uitbreiding. Na de stillegging van het trajectdeel Blaibach - Fichtental op 4 februari 1991 (8,9 km), de spoorlijn Deggendorf - Metten op 1 augustus 1993 (4,2 km) en het trajectdeel Fichtental - Viechtach op 1 september 1993 (6,0 km) beheert Regentalbahn nog 42,6 kilometer spoorlijn als spoorwegbeheerder.

## Materieel
De eerste locomotieven waren tweeassige stoomlocomotieven, Lok ANNA is bij de Bayerische Localbahnverein nog behouden. Ook de volgende sterkere stoomlocomotieven droegen namen. Na de eerste proefbedrijven met treinstellen werd in 1939 een dieseltreinstel van de Dessauer Waggonfabrik geleverd. In de jaren '50 en '60 werden meerdere gebruikte Esslinger Triebwagen gekocht. Een van deze treinstellen is ook tegenwoordig als toeristentrein in dienst. In een eigen werkplaats werden twee accutreinstellen in dieselelektrische treinstellen omgebouwd. Nieuw (1981 en 1985) werden twee NE 81 met passende stuurstandwagens (1985) aangeschaft. Al deze treinstellen waren blauw met een witte vensterband. Ondertussen kwamen 25 Stadler Regio-Shuttle RS1 in dienst, die overwegend groen en oranje waren.